# Шамівка
Шамівка — колишнє село Знам'янського району Кіровоградської області. Село підпорядковувалося — Дмитрівській сільській раді.

## Історія
Засноване 1760 р. російським генерал-поручиком та сербським полковником Іваном (за іншими даним — Самуїлом) Хорватом.
Станом на 1774 р., за даними співробітника Російської академії наук Йогана Антона Гюльденштедт, у селі було 40 будинків та млин. Власником села був майор Хорват, правдоподібно — один із синів засновника села.

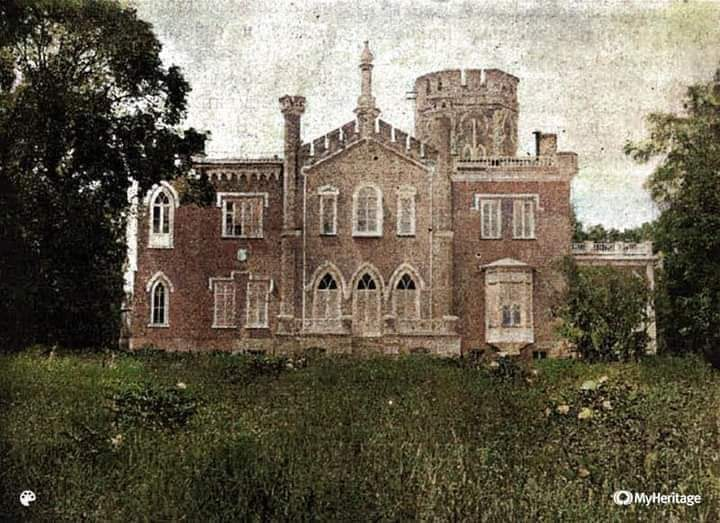
Шамівський замок, зруйнований більшовиками у 1920х рр.

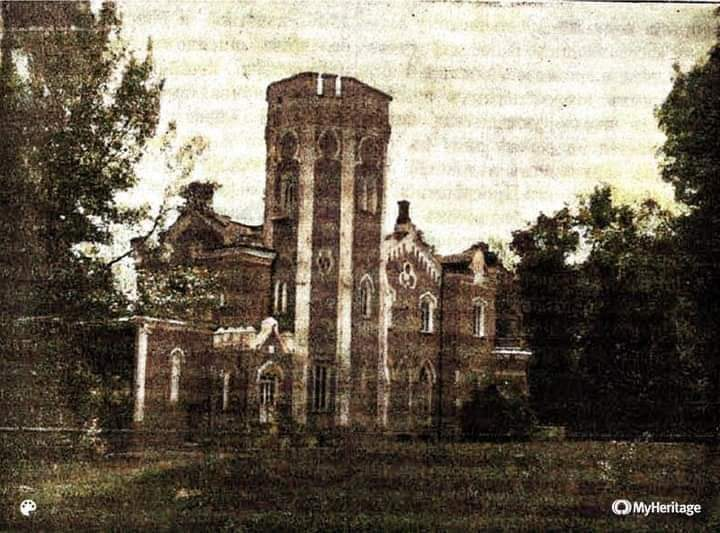
Шамівський замок, зруйнований більшовиками у 1920х рр.

У 1786 або 1787 збудовано дерев'яну церкву Різдва Богородиці. Поряд із церквою посаджено садок.
Також у селі було зроблено садок з парниками, городами та оранжереєю.
Станом на 1856 р. Шамівка належала Хорватам та мала 104 двори.
Наприкінці ХІХ ст. у Шамівці проживало 220 чоловіків.

## Відомі люди, пов'язані з селом

### Народились
- Арсеній (Іващенко) (1831—1903) — письменник, історик.
- Сергій Георгійович Зубкович (1923—2009) — радянський вчений.
- Василь Харламович Шкафер (1919—1978) — Герой Соціалістичної Праці[6].
- Ілля Кирилович Шкафар — учасник Другої світової війни[7].
- Водолазька Тамара Карпівна (23 березня 1919 — 17 січня 2009) — депутат Верховної Ради УССР, почесний громадянин м. Ковель (Волинська область).
- Ткаченко Лариса Олександрівна — кандидат філологічних наук, доцент, завідувачка кафедрою української філології Київського національного університету імені Тараса Шевченка.